# Аридниця норвезька
Аридниця норвезька (Syntrichia norvegica) — вид мохів порядку потіальних (Pottiales).

## Поширення
Батьківщиною є Європа, Африка, Північна Америка, Азія.
ґрунт, гірські породи.

## Характеристика

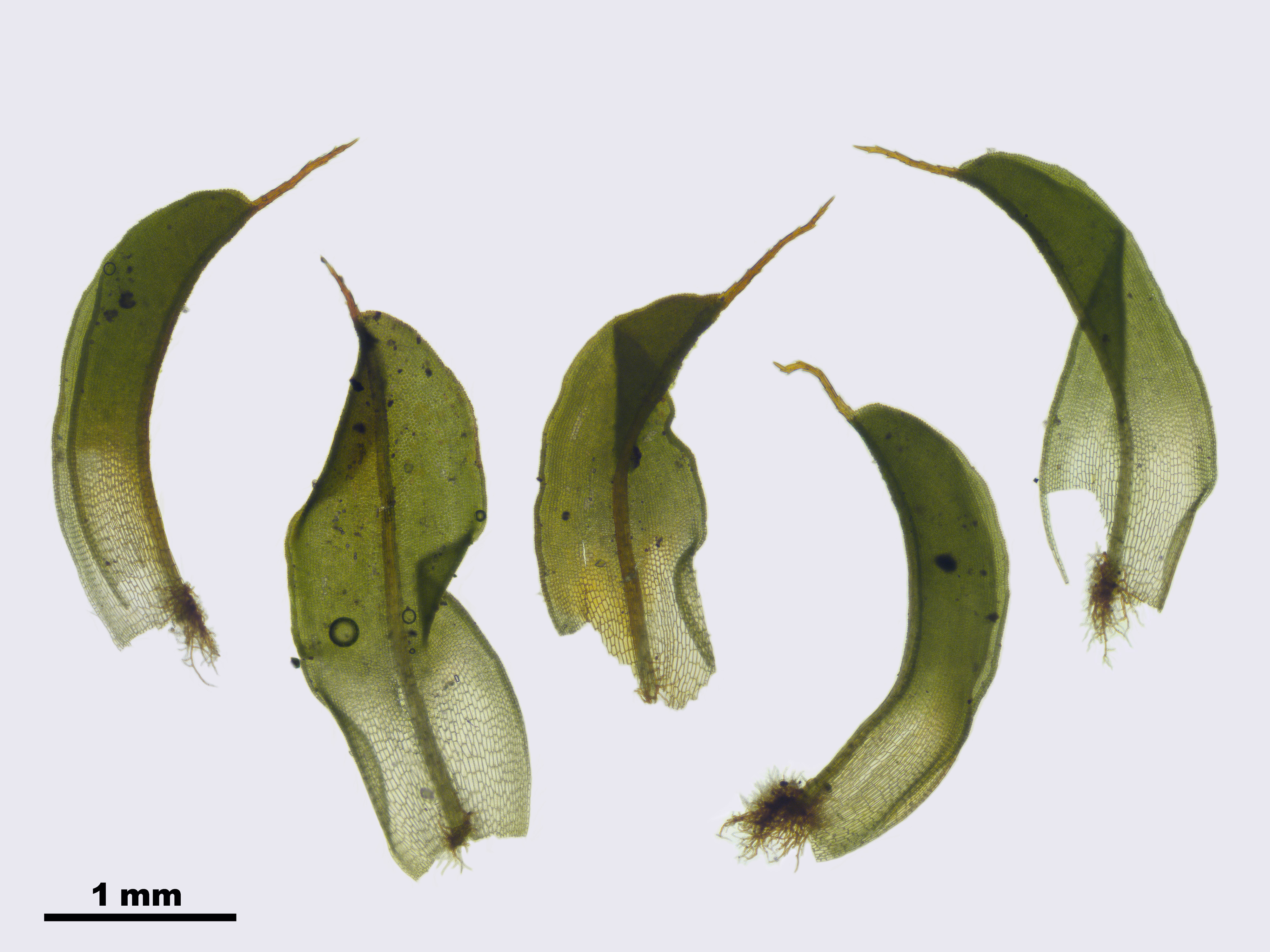
Листя

Стебла 8–25 мм. Листки зігнуті біля основи, зігнуті і скручені навколо стебла коли сухі, квадратно-загнуті коли вологі, язичково-яйцюваті, 2.5–3.5 × 1–1.2 мм; краї щільно згорнуті в проксимальних 3/4; верхівки від гострих до загострених. Спеціалізоване нестатеве розмноження відсутнє. Вид дводомний. Коробочкові ніжки коричневі, 15–20 мм. Коробочка червоно-коричнева, 3–4 мм, злегка зігнута, зі стрімкою шийкою. Спори 11–15 мкм, бородавчасті.